# DOK3
DOK3‏ (Docking protein 3) هوَ بروتين يُشَفر بواسطة جين DOK3 في الإنسان.